# Розумне голосування
«Розумне голосування» (рос. «У́мное голосова́ние»; скороч. — УмГ) — стратегія, висунута командою Олексія Навального з метою зниження результатів партії влади «Єдина Росія» на муніципальних, регіональних і федеральних виборах в Росії.
Дана стратегія була оприлюднена пізньої осені 2018 року і орієнтована на протестний електорат, що сформувався після прийняття в червні-жовтні того ж року за підтримки партії «Єдина Росія» закону про підвищення пенсійного віку.
Завданням розумного голосування декларована консолідація голосів виборців, що виступають проти «Єдиної Росії». Виборцю пропонується підтримати того з опозиційних кандидатів, хто, за оцінкою близьких до Навального аналітиків, має найбільші шанси на перемогу в конкретному окрузі. «Розумне голосування» заявляє своєю метою не дати кандидатам від «ЄР» перемогти на виборах, тому іноді, для деяких округів воно пропонує голосувати за близьких до влади кандидатів, які однак не є висуванцями від «ЄР», якщо аналітики вважають перемогу справді опозиційного кандидата на цьому окрузі малоімовірною.
Творці платформи УмГ пропонують зареєструватися на її сайті, залишивши адресу будинку та електронну пошту, на яку прийде ім'я рекомендованого кандидата, або скористатися телеграм — ботом чи додатком «Навальний».
Стратегія УмГ, з важкооцінюваним ефектом, впроваджувалася в 2019—2020 рр. і планується до використання на думських виборах 2021 року. Російський уряд чинить рішучий опір діяльності цієї платформи.

## Історія
28 листопада 2018 року Олексій Навальний заявив про запуск проєкту «Розумне голосування». Спочатку система була спрямована головним чином на те, щоб позбавити висуванців від партії «Єдина Росія» перемоги на виборах на пост губернатора Санкт-Петербурга і до Мосміськдуми 8 вересня 2019 року. Навальний пояснював стратегію так: «Самі партії не можуть домовитися і виставляти єдиного кандидата проти „Єдиної Росії“. Натомість, про це можемо домовитися ми. Ми різні, але у нас одна політика — ми проти монополії „Єдиної Росії“. Все інше — математика. Якщо ми все здійснимо розумно і проголосуємо за найсильнішого з кандидатів, то він виграє, а єдинорос — програє». За словами Володимира Мілова, «ідея народилася з досвіду успішного протестного голосування на регіональних виборах 2018 року, де в ряді регіонів влада програла губернаторські кампанії, незважаючи на те, що зняли з дистанції, здавалося б, всіх сильних опонентів і залишили лише "технічних" кандидатів». Політолог Григорій Голосов характеризує УмГ як «підхід до стратегічного голосування, розроблений для авторитарних виборів по системі відносної більшості».
7 грудня 2018 року Роскомнагляд заблокував сайт 2019.vote за порушення прав суб'єктів персональних даних. Прес-секретар наглядової служби Вадим Ампелонський заявив, що на сайті Олексія Навального немає чітко прописаної політики конфіденційності, а самі дані громадян на порушення закону зберігаються за кордоном. Під час судового розгляду у відповідь на заяву представника Навального про те, що на сайті «Розумного голосування» не ведеться збір персональних даних, представник Роскомнагляду заявила, що обробка персональних даних доводиться наявністю на сайті лічильників «Google.Аналітіка» і «Яндекс. Метрика». Після блокування сайту 2019.vote проект переїхав на домен appspot.com, що належить компанії Google.
«Фонд боротьби з корупцією» та прихильники Олексія Навального брали активну участь в «Розумному голосуванні» в кампаніях 2019 і 2020 років. Планується, що система буде використана на виборах до Держдуми у вересні 2021 року.
6 травня 2021 року YouTube заблокував доступ до кількох відеороликів і відеотрансляції, в описі яких було посилання на сайт «Розумного голосування», а адміністратори відповідних каналів («Нова газета», «Sota Vision», Ілля Яшин, Володимир Мілов тощо) отримали попередження, що це посилання порушує правило про заборону «спаму, обману і шахрайства». Через кілька годин YouTube відновив доступ до роликів, визнавши що блокування було помилковим, і вибачився.
23 червня 2021 року стало відомо, що Роскомнагляд звернувся до Google з проханням заблокувати сайт «Розумного голосування». Одночасно «Коммерсант» повідомляв, що перед реєстрацією в системі «Розумного голосування» користувач повинен дати згоду на обробку своїх персональних даних. Оператором як і раніше виступає ТОВ «Країна припливів», а відповідальною особою — директор Фонду боротьби з корупцією Іван Жданов. Раніше, 9 червня 2021 року ФБК, а також Фонд захисту прав громадян (ФЗПГ) і мережа регіональних штабів були включені до списку екстремістських організацій. Таким чином, як вказувало видання, «здійснення проєкту може бути розцінено як „продовження діяльності екстремістської організації“», що карається позбавленням волі до 6 років.
21 липня 2021 року на сайті Habr розробник Микита Угрюмов виклав звіт про «дірки» в безпеці сайту «Розумного голосування», виявлені ним у червні. Стороннім людям була доступна база нових поштових адрес за 40 днів. IT-відділ сервісу визнав проблему.
27 липня 2021 року Федеральна служба з інтелектуальної власності (Роспатент) схвалила заявку компанії «Вулінтертрейд» із Ставропольського краю на товарний знак «Розумне голосування». Компанія спеціалізується на переробці і продажу овечої вовни. Зареєстрований знак ідентичний логотипу політичного проєкту. Юристи, опитані виданням Ura.ru, вказували, що новий патент фактично унеможливлює використанням назви та символіки у виборчих кампаніях, бо закон передбачає конфіскацію таких товарів, обладнання та матеріалів для їх виробництва. Незаконне використання товарного знаку загрожує адміністративною або кримінальною відповідальністю (до 6 років ув'язнення для групи осіб). Також потенційно правовласник «Розумного голосування» може вимагати видалення логотипу з сайту проєкту.
3 вересня 2021 року Арбітражний суд міста Москви виніс визначення про заборону пошуковим системам Google і Яндекс використовувати словосполучення «Розумне голосування» в пошуковій видачі. Заборона прийнята в рамках розгляду позовів компанії «Вулінтертрейд».

## Кампанії

### 2019
3 вересня 2019 року Олексій Навальний назвав кандидатів, підтриманих «Розумним голосуванням». Систему використовували в 31 регіоні та 39 виборчих кампаніях: у Москві, Санкт-Петербурзі, Новгородської області, Вологді, Тульської області, Брянської області, Орловської області, Республіці Крим, Севастополі, Волгоградської області, Пензі, Елісті, Владикавказі, Республіці Татарстан, Республіці Марій Ел, Салехарді, Свердловської області, Кургані, Новосибірську, Республіці Алтай, Республіці Тиві, Іркутську, Улан-Уде, Читі, Благовєщенську, Хабаровському краї, Біробіджані, Південно-Сахалінську і Анадирі.
Керівництво «Фонду боротьби з корупцією» давало суперечливі оцінки кандидатам від УмГ. Олексій Навальний говорив: «…є приголомшливі чудові люди, багатьох з яких я знаю багато років. Вони брали участь у протестних акціях, вони і зараз беруть участь. Прямо закликали, вони сміливі і чудові люди. Вони не в більшості, але їх чимало. І це не одиниці». У той же час Леонід Волков в інтерв'ю «Медузи» заявив, що в остаточному списку «буде пара пристойних людей, але, головним чином — набрід».

#### Мосміськдума
У свою чергу, представники КПРФ, які вибороли 13 з 20 «опозиційних» мандатів, говорили, що це був у значній мірі успіх саме партії, без істотної ролі УмГ. Представник руху «Голос» Станіслав Андрійчук говорив про значущу роль УмГ для перемоги комуністів. Експерт Московського центру Карнегі Андрій Колесников відзначав, що завдяки підтримці «Розумним голосуванням» партії КПРФ «Мосміськдума стала схожа на федеральний парламент, москвичі отримали не демократичну фракцію, а комуністичну — і вона є частиною влади». Приблизно таку ж оцінку дав лідер «Яблука» Григорій Явлінський: «Вважаємо грубою помилкою закликати голосувати за комуністів-сталіністів».
У березні 2020 року аналітики «Яблука» Іван Большаков і Володимир Перевалов випустили дослідження, в якому проаналізували ефект «Розумного голосування» на виборах до Мосміськдуми. Вони прийшли до висновку, що перемога опозиційних кандидатів на виборах до Мосміськдуми в 2019 році стала можливою завдяки зростанню протестних настроїв і зниження конкуренції всередині опозиції через недопуск опозиційних кандидатів. При цьому платформа «Розумне голосування» Олексія Навального в середньому поліпшила результати кандидатів від опозиції на 5,6 %, але в той же час зіграла неоднозначну роль: це допомогло одним опозиційним кандидатам, але при цьому завадило іншим. Представниця «Яблука» Дарина Бесєдіна відзначала, що з урахуванням її активної кампанії роль УмГ неможливо визначити. Одним з безумовно «постраждалих» став незалежний кандидат Роман Юнеман, якому відмовили в підтримці на користь кандидата від КПРФ, економіста Владислава Жуковського, і в підсумку в окрузі перемогла Маргарита Русецька від «Єдиної Росії».
Політолог Олександр Пожалов проаналізував вплив «Розумного голосування» на результати виборів. Він зазначив, що, загалом, «Розумне голосування» досягло своєї мети, оскільки мандати отримали відразу 20 неузгоджених кандидатів, але при цьому в ряді випадків воно швидше допомогло здобути перемогу кандидатам, підтриманими мерією. Найбільш яскраві приклади ефективності «Розумного голосування», на думку Пожалова, трапилися в округах № 3 і 45, де перемоги здобули кандидати, які навіть не вели виборчої кампанії. Також воно виявилося ефективним при підтримці кандидатів від «Яблука», які впевнено виграли всі 4 округи, в яких балотувалися. Вдалим був також вибір кандидатів від КПРФ у периферійних спальних районах, де програма партії виявилася співзвучна настроям жителів. Помилковою політолог вважає підтримку ряду кандидатів від «Справедливої Росії», рейтинг якої в столиці істотно впав після 2014 року. Найбільш яскраві приклади такої ситуації — округи № 13 і 28, де підтримані «Розумним голосуванням» кандидати від «Справедливої Росії» набрали відповідно лише на 100 і 700 голосів більше, ніж кандидати від КПРФ. Найбільш очевидний приклад, коли «Розумне голосування» допомогло обратися кандидату від «Єдиної Росії», — округ № 30, де підтриманий кандидат зайняв лише третє місце, а Роману Юнеману, який посів друге місце, не вистачило лише 85 голосів для перемоги. Помилкою політолог вважає також і вибір кандидатів для «Розумного голосування» в деяких округах північного заходу столиці (№ 4, 5 і 9), де були підтримані кандидати від КПРФ. У сусідніх округах досить легко вигравали представники ліберальної опозиції (кандидати від «Яблука»), тому вибір ідеологічно чужих місцевим виборцям комуністів залишив частину протестно налаштованих виборців удома. З іншого боку, на думку соціолога, влада також робили помилки. Наприклад, зняття кандидатів від «Яблука» в округах № 11 і 44 допомогло консолідувати протестні голоси кандидатам від КПРФ і в підсумку виграти в цих округах. Той же ефект був і в окрузі № 8 від зняття Івана Жданова. Згодом Леонід Волков частково погодився з висновками Пожалова, визнавши вибір «Розумного голосування» в округах № 13, 28 і 30 помилковим.
Журналіст і муніципальний депутат Ілля Азар відразу після виборів говорив, що «всі чомусь радіють вдалому (але не переможному) результатові системної опозиції (яка все одно буде голосувати солідарно з ЄР) на виборах до Мосміськдуми». Через рік, оцінюючи роботу Мосміськдуми, видання Meduza відзначало, що мерії вдалося переманити ряд депутатів зі «Справедливої Росії» і КПРФ на свій бік.

#### Санкт-Петербург
У Санкт-Петербурзі кандидати від «Розумного голосування» на муніципальних виборах у Санкт-Петербурзі отримали 366 мандатів з 1560. У 2014 році кандидати від «Єдиної Росії» отримали 1400 мандатів з 1560. Григорій Голосов та Михайло Турченко проаналізували вплив УмГ на результати кампанії і прийшли до висновку, що виборці орієнтувалися на рекомендації УмГ, що давало кандидату додатково 7 % голосів, і це скорочувало результати висуванців від «Єдиної Росії».

#### Хабаровський край
На виборах до законодавчого зібрання Хабаровського краю 2019 року ЛДПР одержала 29 з 36 місць. Леонід Волков оголосив, що це перемога «Розумного голосування», бо його кандидати здобули перемогу в 19 округах з 24. Глава президії фракції ЛДПР в Держдумі, віце-спікер нижньої палати парламенту Ігор Лебедєв сказав, що рекордні результати партії обумовлені лише підтримкою з боку виборців і популярністю губернатора від ЛДПР Сергія Фургала і не є заслугою «Розумного голосування».
| Результати Розумного голосування в 2019 році, згідно з його сайту |
| ----------------------------------------------------------------- |

### 2020
В єдиний день голосування 13 вересня 2020 року штаби Олексія Навального безпосередньо підтримали 54 кандидатів, більшість з них пішли на вибори самовисуванцями, деякі — в складі «Яблука» і КПРФ. Ще 1,1 тис. кандидатів на виборах різного рівня підтримали через механізм УмГ. За підрахунками видання « Коммерсант», перемогли як мінімум 138 з 850 підтриманих УмГ кандидатів. Найбільш успішними для проєкту його організатори вважають вибори до міських парламентів Томська (пройшли 18 кандидатів з 27), Новосибірська (14 з 50, в тому числі координатор регіонального штабу Сергій Бойко) і Тамбова (16 з 18).
В осінню виборчу кампанію кандидати платформи УмГ змагалися з «Об'єднаними демократами», які куруються організацією Михайла Ходорковського «Відкрита Росія». Проєкт висунув понад 500 опозиційних кандидатів, близько 60 з яких виграли вибори. Третє крило опозиції представляли "Міські проєкти " Максима Каца, які висунули 110 кандидатів і отримали 7 мандатів. «Коммерсант» відзначав, що УмГ, як і в кампанію 2019 року, не ставив на меті підтримку кандидатів від позасистемної опозиції, пропонуючи голосувати за найсильнішого опонента «Єдиної Росії», незалежно від його партійної приналежності. Головним чином, підтримку отримували кандидати від парламентських партій (за даними «Відкритих медіа», 57 % кандидатів «Розумного голосування» на обласних виборах — з КПРФ), кандидати від «Яблука» і навіть кандидатів партій- «спойлерів».
Після виборів Кац і Волков вступили в заочну суперечку після того, як Волков сказав, що однією з небагатьох помилок «Розумного голосування» було рішення підтримати велику кількість кандидатів від руху «Міські проєкти». Кац у відповідь поскаржився, що «хороших наших кандидатів, щирих і опозиційних хлопців, які вели кампанії, часто сильні, не підтримали, а замість них підтримали функціонерів системних партій». Член федерального комітету «Яблука» Лев Шлосберг дорікав УмГ за політичну нерозбірливість, зокрема, за те, що воно допомогло перемогти на виборах до Новосибірської міської Ради «агресивному націоналісту, співорганізатору бойових дій в Донбасі, котрий, ймовірно, користується підтримкою ФСБ, прихильникові політики Путіна Ростиславу Антонову проти кандидата від „Яблука“ еколога Наталі Чубикіної». У тому ж Новосибірську обраний за підтримки «Розумного голосування» депутат Олександр Мухаріцин заявив, що увійде до фракції «Єдина Росія».
| Результати Розумного голосування в 2020 році, згідно з його сайту |
| ----------------------------------------------------------------- |

### 2021
У вересні 2020 року Леонід Волков заявив, що система «Розумного голосування» в 2021 році вперше буде використана по всій країні. З її допомогою опозиціонери планують виграти близько 70-80 мандатів на вересневих виборах до Держдуми. Ближче до виборів Леонід Волков говорив, що «Розумне голосування» буде вести боротьбу, головним чином, у 30-35 округах Москви, Петербурга, Новосибірська, Єкатеринбурга.

#### Протидія
У серпні 2021 року співробітники карного розшуку стали приходити в цивільному одязі до людей, чиї адреси були в базах даних, що потрапили до мережі в квітні цього року, пов'язаних з проєктами команди Олексія Навального («Розумне голосування», «Свободу Навальному», пожертвування Фонду боротьби з корупцією). За даними «ОВС-Інфо», з 17 по 20 серпня поліція прийшла до щонайменше 478 москвичам, серед яких був журналіст «Нової газети» Ілля Азар, політик Дмитро Гудков, координатор правової допомоги «ОВС-Інфо» Антон Тароянц, депутат Мосміськдуми Михайло Тимонов і фігурант кримінальної справи студентського видання DOXA Володимир Метьолкін. Поліцейські вимагали пояснень про пожертвування ФБК і про те, як людина потрапила до бази даних, хоча самі вони не пояснюють свій доступ до цих даних; один з відвіданих поліцією повідомив про їхнє бажання отримати від нього заяву на Навального за незаконну передачу персональних даних. До 27 серпня «ОВС-Інфо» повідомляло про близько 1200 візитах поліцейських, не тільки в Москві, але і в Санкт-Петербурзі.
За даними «Медузи», «Єдина Росія» для протидії «Розумному голосування» на думських виборах планує використовувати «висунення кандидатів-спойлерів, перетворення заходів опозиції на „цирк“, радикалізацію і маргіналізацію їх вимог». «Незалежна газета» писала, що кандидати «Комуністів Росії» можуть за погодженням з владою стати статистами «Розумного голосування». Цієї ж точки зору дотримувалися співрозмовники агентства Reuters, вказуючи, що «партії і кандидати, яким люди Навального спробують допомогти <…> знаходяться в кишені у Кремля».
3 вересня Арбітражний суд Москви заборонив компаніям Google і Yandex видавати в пошукових рядках запит «розумне голосування». Заборони винесені як забезпечувальні заходи за позовами ставропольської компанії «Вулінтертрейд», яка займається продажем овечої вовни. Раніше компанія в рекордні терміни зареєструвала товарний знак «Розумне голосування». Колишній директор ФБК Іван Жданов повідомив, що рішення суду є незаконним, оскільки «Розумне голосування» — не предмет комерційного обороту, бо використовується прихильниками Олексія Навального протягом кількох років, що, на його думку, говорить про зловживання права позивачем.

## Оцінки стратегії

### Позитивні
Політолог Олександр Кинєв вважає, що в умовах авторитарного режиму, коли списки кандидатів на виборах відфільтровані, «Розумне голосування», тобто голосування за найбільш сильних опонентів влади, — це єдина осмислена стратегія, єдиний спосіб «деморалізувати владу».
Політолог Аббас Галлямов назвав «Розумне голосуванням» найефективнішим способом боротьби з головним політичним інструментом влади — контролем над системою реєстрації кандидатів. Галлямов зазначив, що суть стратегії в тому, щоб опозиційно налаштовані виборці, незадоволені небагатим вибором, представленим в бюлетенях, консолідовано йшли на дільниці і голосували за одного-єдиного кандидата — того, хто найбільш неприємний владі.
Політолог Володимир Слатінов заявив, що копіювання «Єдиною Росією» в Липецьку стратегії, тільки вже на свою користь, говорить про ефективність «Розумного голосування» і його небезпеки для партії влади.
Прихильник Олексія Навального політик Володимир Мілов вважає, що якщо «консолідоване протестне голосування запрацює в повну силу, це зруйнує той кулуарний механізм розподілу посад, який становить основу сформованої в останні 20 років системи управління в країні».
Політолог Григорій Голосов вказує, що «при авторитарних виборах, до яких допускаються лише системні партії, „Розумне голосування“ — єдина з можливих стратегій, яка здатна стати серйозною проблемою для влади».
У січні 2021 року, після арешту Олексія Навального і наступних акцій протесту, Михайло Ходорковський підтримав стратегію «Розумного голосування».
У лютому 2021 року Максим Кац виступив на підтримку «Розумного голосування» і порівняв його з хіміотерапією, яка застосовується для лікування онкологічних захворювань. На думку політика, коли можливості голосувати за «своїх кандидатів» не дали — треба вибирати менше зло у виборчому бюлетені відповідно до концепції «Розумного голосування».

### Критика
У 2019 році Михайло Ходорковський, який закликав на виборах до Мосміськдуми голосувати тільки за «гідних кандидатів», публічно заявили свою позицію «проти репресій і політичного використання кримінального переслідування», розкритикував організаторів «Розумного голосування» за те, що вони не аргументують, чому вибирають того чи іншого кандидата. Після виборів Ходорковський висловлював претензії в зв'язку з тим, що «Розумне голосування» підтримало свідомо слабшого кандидата, комуніста Владислава Жуковського, який навіть з підтримкою УмГ набрав менше голосів, ніж інший незалежний кандидат Роман Юнеман, а в результаті в цьому окрузі переміг кандидат від «Єдиної Росії». Крім того, Ходорковський стверджував, що кандидати від КПРФ Микола Губенко та Леонід Зюганов, за яких агітувало «Розумне голосування», були провладними кандидатами. Проте, на початку 2021 року, після арешту Олексія Навального, Ходорковський підтримав «Розумне голосування».
Політтехнолог Станіслав Бєлковський вважає, що така стратегія голосування не досить ефективна, але дозволяє її автору, в разі програшу свого кандидата, вигідніше виглядати на його тлі і заробити на цьому додаткові «політичні очки».
Політолог Кирило Рогов відзначав, що стратегія «Розумного голосування» «оптимальна на губернаторських виборах, а також на виборах за партійними списками, тому що веде до серйозних символічних поразок тих, хто організовує псевдовибори» — але в той же час, "мабуть, має дуже обмежений сенс на мажоритарних виборах".
Майже ніхто з націоналістів також не схвалив «Розумне голосування» з виборів у Москві 2019 року, бо «Розумне голосування» в багатьох округах Москви закликало голосувати за кандидатів від КПРФ, а підтримувати комуністів переважна більшість правих не готова. Були і зауваження по окремим кандидатам, які користувалися підтримкою націоналістів, але не потрапили до списків «Розумного голосування».
Деякі партії та кандидати, що потрапили до списку «Розумного голосування», порахували, що така «підтримка» їх дискредитує і шкодить. У вересні 2020 року глава партії «Родіна» Олексій Журавльов назвав «політичним піратством» і «тупим рейдерством» включення кандидатів партії на виборах до законодавчих зібрань Новосибірської області у списки УмГ. У серпні 2020 року кандидат в депутати Законодавчих зборів Челябінської області від ЛДПР Костянтин Кірєєв подав позов до Олексія Навального про захист честі та гідності, вимагаючи видалити своє ім'я зі списків, бо, за його словами, ця обставина була використана його політичними суперниками в кампанії 2019 року.
Керівник фракції «Яблуко» в Законодавчих зборах Санкт-Петербурга Борис Вишневський також не підтримав дану стратегію, бо «вважає, що не варто голосувати за всякий набрід, адже кандидати з інших партій все одно стануть провладними». Один з лідерів тієї ж партії Лев Шлосберг заявив, що «Розумне голосування» зводиться до експлуатації електоральної статистики, і що його ідея суперечить стратегічній роботі демократів. Голова «Яблука» Микола Рибаков називав проект «найцинічнішим, що я бачив за багато років в російській політиці». Олексій Навальний підкреслював, що стратегія не може бути ідеальною і нагадував: багато нинішніх депутати «Єдиної Росії» спочатку декларували інші погляди і обиралися від опозиційних партій.
Політик Гаррі Каспаров заявив, що підтримка кандидатів від «системних партій» неможлива, бо «вони ніколи не підуть проти Кремля». Цю ж позицію розділяє і журналіст Леонід Бершидський: «Голосуючи на зло тов. майору за митних персонажів з ручних псевдопартій, людина як би не розуміє, що тов. майор ретельно відібрав цих персонажів і вже з ними домовився — або йому і домовлятися не треба, тому що він знає, за які ниточки смикати».
Існують побоювання, що противники «Розумного голосування» можуть ідентифікувати значне число прихильників сервісу, «збагативши» загублену в квітні 2021 року базу з 600 тисячами поштових адрес, зареєстрованих на сайті «Свободу Навальному!», з базою поштових адрес, які могли бути зібрані в червні-липні 2021 року через неправильне налаштування сайту «Розумного голосування».